# 15の春
『15の春』（じゅうごのはる）は、荻野真による日本の漫画。歴史上の人物を主人公にした漫画で、『スーパージャンプ』（集英社）において、2010年7号から2011年6号まで全5回不定期連載された。単行本は全1巻。

## 概要
荻野が『週刊ヤングジャンプ』（集英社）にて連載した「曲神紀（まがりがみき）」終了後、ジュブナイルを描きたいと数々の出版社に持ち込むが採用されず、アメリカの歌手スコット・マーフィーが尾崎豊の「15の夜」をカバーした曲を聴き、考えついた。さらに、単行本発表時のコメントで作品を書くきっかけは荻野自身の息子の受験問題があったとしている。この作品はオムニバス形式となっており、空海、織田信長、ダーウィン、エカテリーナ2世、チンギス・カンが収められている。それぞれ歴史上、実在する人物であるが、作中の描写は虚実が入り交じっており、歴史を軸としたファンタジー的物語である。なお単行本化の際、荻野本人の「15の春」が2ページ描き下ろされた。

## それぞれの作品
空海、織田信長、ダーウィン、エカテリーナ2世、チンギス・カンのあらすじを記述する。
空海
佐伯真魚（空海の幼名）は15歳の世間知らずな少年で、一族の期待を背負い、勉強にいそしむ毎日だった。彼の唯一の楽しみは身分が違う少女ヨモギと会うことだった。
織田信長
天才を自称する信長は天才が故に大ウツケと呼ばれていた。そこに「美濃のマムシ」と呼ばれた斎藤道三の愛娘濃姫が政略結婚のため嫁ぐことになる。母から形見と渡された志野焼の椀を持って。
ダーウィン
後に『種の起源』で進化論の革命を成し遂げるダーウィンも、17歳の頃は自分が何をすればいいのか分からない少年だった。エジンバラの大学教授の薦めでイクチオサウルスの発見で有名な女化石屋、メアリー・アニングの元を訪ねることになる。
ちなみにこのダーウィン編のみ17歳になっており、『スーパージャンプ』掲載時には表題の横に「+2」となっていた。
エカテリーナ2世
プロイセンから来たゾフィーことエカリーナは当時、帝政ロシアの女帝エリザヴェータからフランスの文化を知らないドイツの田舎モノ呼ばわりされる。同じドイツ人で後の「ほら吹き男爵」こと、ミュンヒハウゼンはエカテリーナに知恵を貸すのだが。
チンギス・カン
裏切りにより王（カン）である父親を殺され、一家で追放となったテムジン（チンギス・カンの本名）は、追っ手に追われているところに羊に乗った謎の老人ラムに出逢う。
単行本では『スーパージャンプ』掲載時にはなかった狼への変身シーンが2ページ追加されている。

## 書誌情報
- 荻野真『15の春』集英社〈ジャンプコミックスデラックス〉、2011年。全1巻

1. 2011年5月7日発行（2011年5月2日発売）、ISBN 978-4-08-859885-7